# Oonopinus centralis
Oonopinus centralis är en spindelart som beskrevs av Willis J. Gertsch 1941. Oonopinus centralis ingår i släktet Oonopinus och familjen dansspindlar.
Artens utbredningsområde är Panama. Inga underarter finns listade i Catalogue of Life.